# Orbital (novela)
Orbital es una novela de 2023 de la escritora británica Samantha Harvey, publicada por Jonathan Cape en el Reino Unido y por Grove Atlantic en los Estados Unidos. Narrada a lo largo de 24 horas, sigue a seis astronautas (hombres y mujeres) de Japón, Rusia, Estados Unidos, Gran Bretaña e Italia a bordo de la Estación Espacial Internacional mientras orbitan sobre la Tierra. Además de detallar los deberes y tareas oficiales de los astronautas a bordo de la nave espacial, la novela también presenta sus reflexiones sobre la humanidad y la tierra misma tocando temas como la existencia o naturaleza de Dios, el significado de la vida y nuevas amenazas existenciales como el cambio climático. En otros casos, la obra cambia brevemente de perspectiva para incluir la narrativa de un extraterrestre, un robot y un humano prehistórico navegando en el mar. Cada capítulo del libro cubre una única órbita de 90 minutos alrededor de la Tierra, con 16 órbitas en 24 horas.
La novela fue bien recibida por la crítica. Ganó el Premio Booker 2024 y fue preseleccionada para el Premio Orwell de ficción política y el Premio Ursula K. Le Guin de ficción imaginativa.

## Trasfondo
Harvey observó una transmisión continua en vivo de la Tierra desde la Estación Espacial Internacional mientras escribía la novela. Inicialmente comenzó a trabajar en la obra en la década de 2010, pero luego se detuvo después de unas 5000 palabras debido a sentimientos de insuficiencia con respecto a su limitado conocimiento del complejo tema de los viajes espaciales. Harvey dijo a la BBC que dejó de escribir porque pensó: «Bueno, nunca he estado en el espacio. Nunca podría ir al espacio... ¿Quién soy yo para hacer esto?». Sin embargo, Harvey reanudó la escritura y completó la novela durante la pandemia, cuando dejó de preocuparse por «invadir el espacio».
En una entrevista, declaró que su objetivo era escribir la novela como una «pastoral espacial», centrándose en el realismo y la belleza del espacio en lugar de la naturaleza especulativa de la ciencia ficción.

## Recepción
Escribiendo para The New York Times, Joshua Ferris afirma que la posición de los astronautas sobre la Tierra, su relativo aislamiento del resto de la humanidad, da a sus reflexiones, sus «riffs transportadores, ¡esas bellas rapsodias!» una nueva claridad, incorrupta por los prejuicios, el tribalismo y el conflicto presentes en la Tierra. Al escribir para The Guardian, Alexandra Harris también afirmó que la introspección y la meditación de los astronautas sobre la humanidad eran la fortaleza de la novela, afirmando: «La belleza del libro está menos en sus himnos explícitos de alabanza que en lo profundo de sus ritmos y estructuras. Y es aquí donde se desarrollan algunos de los pensamientos más convincentes: sobre lo espectacular y lo ordinario, la distancia y la intimidad». Al escribir para Los Angeles Times, Bethanne Patrick afirmó que al presentar a los seis personajes tan cerca unos de otros, la obra busca promover la dependencia mutua de los humanos entre sí. Patrick concluyó: «Harvey logra hacer que los lectores vuelvan a la Tierra, asombrados de que hayan viajado tan lejos en tan poco tiempo, habiendo completado su propia órbita a través de los reinos de su rica imaginación». El artista Edmund de Waal, juez principal del Premio Booker, afirmó que la escritura de Harvey transformó la Tierra en «algo para la contemplación, algo profundamente resonante».

## Premios
| Año  | Otorgar                  | Resultado   | Referencias   |
| ---- | ------------------------ | ----------- | ------------- |
| 2024 | Premio Booker            | Ganadora    | [ 12 ] [ 13 ] |
| 2024 | Premio Orwell            | Lista corta | [ 14 ]        |
| 2024 | Premio Ursula K. Le Guin | Lista corta | [ 15 ]        |